# Levantiske Hav
Det Levantiske Hav er den østligste del af Middelhavet.
Det grænser til Tyrkiet i nord, Syrien, Libanon, Israel og Gazastriben i øst, Egypten og Libyen i syd og Det Ægæiske Hav i nordvest. I vest ligger det åbne Middelhav (også kaldt Libyske Hav) og grænsen er defineret som en linje fra næsset Moræne's avl-Hilal i Libyen til øen Gavdos, syd for Kreta. Den største ø i det Levantinske Hav er Cypern. På det dybeste er havet 4.384 meter i Pliniusgropa, omkring 80 km syd for Kreta. Det levantinske hav dækker et område på 320.000 km².
Den nordlige del af det Levantinske Hav, mellem Cypern og Tyrkiet bliver kaldt Det kilikiske hav. I nord ligger også de store bugter, İskenderunbugten mod nordøst og Antalyabugten mod nordvest.
Leviatan-gasfeltet ligger i dette område under Det levantinske bassin.

## Økologi
Suezkanalen som stod færdigt i 1869, knyttede det Levantinske Hav til det Røde Hav. Det Røde Hav ligger højere end det østlige Middelhavet, så kanalen fungerer som et tidevandsområde hvor vand fra det Røde Hav strømmer ud i Middelhavet. Bittersøerne, som er hypersaline naturlige indsøer som danner en del af kanalen, blokerede tilførslen af arter fra Rødehavet til Middelhavet i mange årtier, men efterhånden som saltindholdet i søerne blev ligesom i Rødehavet, begyndte planter og dyr at flytte sig videre i kanalen og har begyndt at kolonisere det østlige Middelhav. Denne vandring bliver kaldt Lessepsvandringen, efter Ferdinand de Lesseps, chefingeniøren for kanalen.
Bygningen af Aswan-dæmningen i Nilen i 1960'erne har reduceret tilførslen af ferskvand og slam til det Levantinske Hav. Det har gjort havet relativt saltere og mere næringsfattigt end før, hvilket har bevirket at det historisk vigtige sardinfiskeri er kollapset. Dette har igen været til fordel for rødehavsarterne som er vant til det saltere og mere næringsfattige Røde Hav.